# Psychologische oorlogvoering

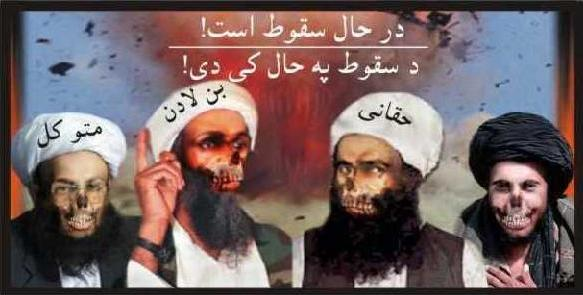
Beïnvloeding via een Amerikaans pamflet dat is gebruikt in Afghanistan om weerzin tegen de taliban te wekken.

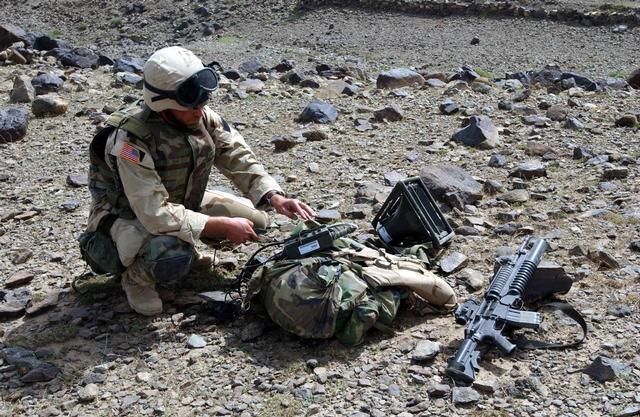
Beïnvloeding via luidsprekers, door het negende Psychological Operations (PSYOP) Bataljon in Afghanistan.

Psychologische oorlogvoering is het uitvoeren van acties om de vijand te ondermijnen zonder dat fysiek geweld gebruikt wordt. Het doel kan zijn het bangmaken van de vijand zodat deze niet meer terugvecht, of het beïnvloeden van de houding van een vijandige bevolking zodat die zich tegen de eigen leiders keert.
Het Amerikaanse ministerie van Defensie definieert psychologische oorlogvoering als: "Het geplande gebruik van propaganda en andere psychologische handelingen, met als primair doel de mening, emoties, houding en gedrag van vijandige groepen zodanig te beïnvloeden dat zij het nationale doel ondersteunen". De NAVO spreekt in dit verband van "Psychological Operations" (PSYOP), en ziet dat samen met onder andere "Media Operations" (MEDIAOPS) als onderdeel van "Informational Operations" (INFOOPS).
In de  6e eeuw  voor Chr. verzette de Griek Bias van Priene zich met succes tegen de belegering van zijn stad door de Lydische koning Aliates, waarbij hij een paar muilezels vetmestte en hen de belegerde stad uit leidde om de indruk te wekken dat ze over een overvloed aan hulpbronnen beschikten
Alexander de Grote gebruikte al een vroege vorm van psychologische oorlogvoering. Hij beïnvloedde de houding van de door hem overwonnen bevolking door in de veroverde steden mensen achter te laten die de Griekse cultuur moesten introduceren en die dissidente visies moesten onderdrukken. De Mongoolse strijders pasten het ook toe, door terreur te zaaien en zich een faam van genadeloze strijders te verwerven. Zij zochten het dus in het bangmaken van de vijand. In de Tweede Wereldoorlog maakten zowel de asmogendheden als de geallieerden gebruik van psychologische oorlogvoering. De Verenigde Staten en Groot-Brittannië lieten Duitse vluchtelingen zoals Thomas Mann via de radio boodschappen richten aan het Duitse volk, en aan het Russische front riepen leden van het Nationalkomitee Freies Deutschland met behulp van luidsprekers Wehrmachtsoldaten op om over te lopen.
Technieken die bij psychologische oorlogvoering worden toegepast zijn onder meer:
- Het verspreiden van pamfletten met behulp van vliegtuigen, luchtballonnen of raketten;
- Het uitzenden van berichten via de radio of door middel van luidsprekers;
- Het verspreiden van informatie via weblogs en discussiefora.